# Mekanisk energiforsynet lygte
En mekanisk energiforsynet lygte er en elektronisk lommelygte, som bliver forsynes via muskelarbejde. Nogle mekanisk energiforsynede lygter blev stærkt markedsført via direct marketing-kampagner i begyndelsen af 2002 under navnet "evighedslygter".
I modsætning til konventionelle lommelygter anvender en mekanisk energiforsynet lygte ikke batterier eller noget brændbart, men derimod hyppigt et energilager – f.eks.:
- superkondensator (elektrisk)
- svinghjul (mekanisk)
- akkumulator (kemisk)

Energilageret lades af en oplademekanisme, der anvender elektromagnetisk induktion. Oplademekanismen kan f.eks. foregå ved at:
- trykke et håndtag
- roterer et håndsving
- dreje eller ryste apparatet

Energilageret anvendes til at energiforsyne et belysningselement – f.eks. én eller flere hvide ultra high-brite lysdioder, glødepærer eller lysstofrør. Ved at ryste f.eks. en "evighedslygte" i ca. 30 sekunder kan man få omkring 5 minutters lys. Ifølge produktets hjemmeside kan lygtens lystid forlænges 2-3 minutter for hver 10-15 sekunders yderligere rysten. 

## Virkemåde – "evighedslygte"
Lysdioden bliver energiforsynet fra en lille superkondensator, som omtrent fungerer som et batteri. Superkondensatoren lades op via en vandret rystebevægelse, som forårsager, at en magnet rasler frem og tilbage gennem en elektrisk spole. Det vekslende magnetfelt inducerer vekselstrøm i spolens vindinger. En diodebrokobling ensretter vekselstrømmen til pulserende jævnstrøm. Den pulserende jævnstrøm anvendes til at lade den lille superkondensator op.